# Aldershot Town Football Club
Maillots
Actualités
L'Aldershot Town Football Club est un club de football anglais basé à Aldershot. 
Le club évolue depuis 2013-14 en National League (cinquième division anglaise).

## Repères historiques
- Le club est fondé en 1992. Il est issu de la reformation d'Aldershot FC, club disparu en mars 1992.
- A l'issue de la saison 2018-19, le club est relégué en National League (cinquième division anglaise).

## Palmarès
- Conference National (cinquième division) :
  - Champion : 2008

## Bilan saison par saison
| Saison  | Division            | Classement | Évènements                            |
| ------- | ------------------- | ---------- | ------------------------------------- |
| 2011–12 | League Two          | 11         | -                                     |
| 2010–11 | League Two          | 14         | -                                     |
| 2009–10 | League Two          | 6          | Éliminés en Demi-Finale des Play-offs |
| 2008–09 | League Two          | 15         | -                                     |
| 2007–08 | Conference National | 1          | Champions                             |
| 2006–07 | Conference National | 9          | -                                     |
| 2005–06 | Conference National | 13         | -                                     |
| 2004–05 | Conference National | 4          | Éliminés en Demi-Finale des Play-offs |
| 2003–04 | Conference National | 5          | Perdent en Finale des Play-offs       |

## Anciens joueurs
- Miles Jones
- Paul Kitson

## Managers
| Nom                                          | Nat                     | de         | à          | Match Manager | Match Gagné | Match Nul | Match Perdu | pourcentage | Points |
| -------------------------------------------- | ----------------------- | ---------- | ---------- | ------------- | ----------- | --------- | ----------- | ----------- | ------ |
| Steve Wignall                                | Drapeau de l'Angleterre | 23/05/1992 | 12/01/1995 | 146           | 97          | 24        | 25          | 66,43 %     | 2.16   |
| Paul Shrubb(c)                               | Drapeau de l'Angleterre | 13/01/1995 | 25/01/1995 | 1             | 1           | 0         | 0           | 100,00 %    | 3.00   |
| Steve Wigley                                 | Drapeau de l'Angleterre | 26/01/1995 | 30/07/1997 | 135           | 72          | 25        | 38          | 53,33 %     | 1.79   |
| Andy Meyer(c), Mark Butler(c) & Joe Roach(c) | Drapeau de l'Angleterre | 01/08/1997 | 17/09/1997 | 8             | 3           | 2         | 3           | 37,50 %     | 1.38   |
| George Borg                                  | Drapeau de l'Angleterre | 18/09/1997 | 31/01/2002 | 261           | 147         | 50        | 64          | 56,32 %     | 1.88   |
| Stuart Cash(c)                               | Drapeau de l'Angleterre | 01/02/2002 | 19/03/2002 | 12            | 7           | 2         | 3           | 58,33 %     | 1.92   |
| Terry Brown                                  | Drapeau de l'Angleterre | 20/03/2002 | 27/03/2007 | 284           | 145         | 52        | 87          | 51,05 %     | 1.71   |
| Martin Kuhl(c)                               | Drapeau de l'Angleterre | 28/03/2007 | 16/05/2007 | 11            | 5           | 3         | 3           | 45,45 %     | 1.64   |
| Gary Waddock                                 | Drapeau de l'Irlande    | 17/05/2007 | 13/10/2009 | 128           | 64          | 27        | 37          | 50,00 %     | 1.71   |
| Jason Dodd(c)                                | Drapeau de l'Angleterre | 14/10/2009 | 08/11/2009 | 4             | 1           | 1         | 2           | 25,00 %     | 1.00   |
| Kevin Dillon                                 | Drapeau de l'Angleterre | 09/11/2009 | 10/01/2011 | 63            | 22          | 17        | 24          | 34,92 %     | 1.32   |
| Dean Holdsworth                              | Drapeau de l'Angleterre | 11/01/2011 | 20/02/2013 | 118           | 42          | 35        | 42          | 35,59 %     | 1.36   |
| Andy Scott (en)                              | Drapeau de l'Angleterre | 22/03/2011 | 21/01/2015 |               |             |           |             |             |        |

- (c) = interim

## Blasons

Ancien blason
Nouveau blason[Quand ?]